# 古亚什·米歇尔
古亚什·米歇尔（匈牙利語：Gulyás Michelle，2000年10月24日—），匈牙利女子现代五项运动员，2018年夏季青年奥林匹克运动会女子个人铜牌得主、2023年欧洲运动会女子团体铜牌得主、2024年夏季奥林匹克运动会女子个人金牌得主。